# Monobelus abudi
Monobelus abudi är en insektsart som beskrevs av Ramos 1979. Monobelus abudi ingår i släktet Monobelus och familjen hornstritar. Inga underarter finns listade i Catalogue of Life.